# Mevasa
Mevasa o Mewasa fou un estat tributari protegit al prant de Jhalawar, agència de Kathiawar, presidència de Bombai.
Estava format per sis pobles amb dos tributaris separats. La superfície era de 62 km² i la població de 1.175 habitants. La capital era Mevasa amb 293 habitants el 1881, situada a 58 km al sud-oest de Wadhwan. Els ingressos estimats el 1881 eren de 620 lliures i pagava un tribut de 44 lliures al govern britànic i d'11,8 al Gaikwar de Baroda.